# Кендрік Ламар
Кендрік Ламар Дакворт (англ. Kendrick Lamar Duckworth; *17 червня 1987, Комптон, Каліфорнія) — американський репер з Каліфорнії, учасник групи Black Hippy, до якої також входять репери Jay Rock, Ab-Soul і Schoolboy Q.
В 1995 р. батько відвіз малого Кендріка на зйомки кліпу Тупака Шакура та Dr. Dre «California Love», ця подія визначила його долю. Дуже часто Кендрік говорить про те, що Тупак Шакур є його натхненням. Через 14 років він вперше опинився в одній студії з Dr. Dre. В 2003 році Ламар випустив свій перший мікстейп Youngest Head Nigga In Charge під псевдонімом K-Dot. Результатом платівки став підписаний контракт із лейблом Top Dawg Entertainment. На початку 2010-х рр. Ламар записується з лейблами Top Dawg, Aftermath та Interscope Records. На музику репера вплинула творчість 2Pac, Jay-Z, Nas, Eminem та DMX. В 2011 році його дебютний незалежний альбом Section.80, опублікований в iTunes, музичні криктики визнали одним з найкращих цифрових випусків року. В серпні 2011 року Snoop Dogg, Dr. Dre і Game зі сцени коронували Кендріка, назвавши його новим королем західного узбережжя.

## Раннє життя
Кендрік Ламар Дакворт народився у Комптоні, Каліфорнія (батьки переїхали сюди з Чикаго, Ілліноїс). Хоча сам він не був у банді, але виріс серед членів банди, його найближчими друзями були Westside Piru Bloods, а його батько, Кенні Дакворт, був Gangster Disciples. Мати назвала його на честь співака Едді Кендрікса. В 1995 році, у віці 8 років, Ламар зустрівся зі своїми кумирами Dr. Dre та Тупаком Шакуром, які знімали кліп на пісню «California Love», цей момент став визначальним для майбутньої кар'єри Ламара. У підлітковому віці Кендрік ходив до школи Centennial High School у Комптоні та був відмінником.

## Кар'єра

### 2003—2009: Початок кар'єри
У 2003 році, 16-річний Ламар видав свій перший мікстейп під назвою «Youngest Head Nigga in Charge (Hub City Threat: Minor of the Year)» (під псевдонімом K-Dot). Мікстейп зробив Кендріка місцевою знаменитістю та привернув увагу лейблу Top Dawg Entertainment (TDE) Records, з яким репер згодом уклав контракт. У період з 2005 по 2007 роки Кендрік записав ще два мікстейпи — «Training Day» та «No Sleep 'Til NYC».
У співавторстві з Lil Wayne, Ламар випустив свій третій мікстейп у 2009 році під назвою «C4», який був присвячений альбому"Wayne Tha Carter III". Незабаром після цього Ламар вирішує відмовитися від псевдоніма та виступати під власним ім'ям. Цього ж року Кендрік разом з Jay Rock, Ab-Soul та Schoolboy Q став співзасновником супергурту Black Hippy.

### 2010—2011:Overly DedicatedтаSection.80
У вересні 2010 року Кендрік Ламар видав мікстейп Overly Dedicated, який опинився на 72-й сходинці Billboard Top R&B/Hip-Hop Albums, отримавши схвальні відгуки критиків. Мікстейп включає пісню під назвою «Ignorance Is Bliss», у якій Ламар підкреслює ґанґста-реп та вуличну злочинність, але закінчує кожен куплет словами «незнання — це блаженство», доносячи «ми не знаємо, що ми робимо». Саме ця пісня привернула увагу відомого репера Dr. Dre, після того, як побачив музичне відео на YouTube, попрацювати з Ламаром, та допомогти підписати контракт з Aftermath Entertainment.
На початку 2011 року Ламар був включений до щорічного рейтингу XXL Top 10 Freshman Class і був представлений на обкладинці разом з іншими реперами Cyhi the Prynce, Міком Міллом, Fred the Godson, Маком Міллером, Yelawolf, Big K.R.I.T., Lil B і Діґґі Сіммонсом.
2 липня 2011 року Ламар випустив Section.80, свій перший незалежний альбом. На альбомі присутні GLC, Colin Munroe, Schoolboy Q та Ab-Soul, а продюсуванням займалася внутрішня продюсерська команда Top Dawg Digi Phonics, а також Wyldfyer, Терас Мартін та J. Cole. Альбом отримує визнання критиків, понад 5 тис. копій було розпродано у перший тиждень без будь-якої реклами на телебаченні чи у пресі. Такий ажіотаж привернув увагу багатьох відомих реперів (у тому числі Дрейка), які запрошують Кендріка до співпраці.
У серпні 2011 року, під час виступу на концерті в Західному Лос-Анджелесі, Снуп Доґґ, Dr. Dre та Game назвали Ламара «Новим королем західного узбережжя». У жовтні 2011 року Ламар з'явився разом з американськими реперами BoB, Tech N9ne, MGK та Big K.R.I.T. на сцені BET Hip Hop Awards. Також у жовтні Ламар співпрацював з Windows Phone та спільно з продюсером Nosaj Thing створив оригінальну пісню під назвою «Cloud 10» для реклами нового продукту Microsoft. Протягом 2011 Ламар взяв участь у декількох гучних альбомах, включаючи Game's The R.E.D. Album, Tech N9ne's All 6's and 7's, 9th Wonder's The Wonder Years та канадського виконавця Дрейка Take Care, відзначений премії «Ґреммі», в якому Ламар виконав сольний трек.

### 2012—2013:Good Kid, M.A.A.D Cityта суперечки
15 лютого 2012 року з'явилася в мережі пісня Ламара під назвою «Cartoon and Cereal» за участю американського репера Gunplay. Пізніше Ламар розповів, що трек був для його дебютного студійного альбому великого лейбла і що він планує зняти на нього відео. Хоча пізніше пісня посідає 2-е місце в списку 50 найкращих пісень Complex 2012 року, в кінцевому підсумку вона не з'явиться в альбомі Ламара. У лютому 2012 року було оголошено, що Fader залучив Кендріка Ламара та репера Денні Брауна з Детройту, щоб з'явитися на обкладинці випуску журналу Spring Style. У лютому Ламар також розпочав тур Drake's Club Paradise Tour, відкривши разом з іншими американськими реперами ASAP Rocky та 2 Chainz.
У березні 2012 року MTV оголосив, що Ламар підписав угоду з Interscope Records і Aftermath Entertainment, що означало кінець його кар'єри незалежного артиста. Згідно з новою угодою, проєкти Ламара, включаючи його альбом «Good Kid, M.A.A.D City», будуть спільно випущені з Top Dawg, Aftermath і Interscope. 2 квітня 2012 року Ламар представив свій комерційний дебютний синґл «The Recipe» на Big Boy's Neighborhood в Power 106. Пісня, яка є першим синґлом «Good Kid, M.A.A.D City», була випущена в мережі наступного дня. Пісня була спродюсована продюсером Західного узбережжя Скупом ДеВіллем і включала вокал його наставника Dr. Dre, який також змікшував платівку.
14 травня 2012 року J. Cole знову розповів про свою спільну роботу з Ламаром. 21 травня Ламар дебютував на 106 & Park разом з Ace Hood, приєднавшись до Birdman та Мак Мейна на сцені, щоб виконати пісню «B Boyz». Того ж дня Ламар випустив «War Is My Love», оригінальну пісню, написану та записану для відеогри Tom Clancy's Ghost Recon: Future Soldier, для якої він з'явився в міні промо-кліпі на початку того місяця.
31 липня 2012 року Top Dawg, Aftermath і Interscope випустили «Swimming Pools (Drank)» як головний синґл з альбому Ламара. Прем'єра кліпу на пісню, знятого Джеромом Д., відбулася 3 серпня 2012 року на каналі 106 & Park. Пісня досягла 17-го місця в Billboard Hot 100 на тринадцятому тижні поступового підйому в чарті. 15 серпня 2012 року співачка Леді Ґаґа оголосила через Твітер, що записали пісню під назвою «PartyNauseous» для свого дебютного альбому. Однак Ґаґа відмовилася від участі в останній момент, посилаючись на те, що це пов'язано з художніми розбіжностями та не має нічого спільного з Ламаром. 17 серпня 2012 року Ламар випустив пісню під назвою «Westside, Right on Time» за участю південного репера Young Jeezy. Пісня була випущена в рамках «Top Dawg Entertainment Fam Appreciation Week». Протягом 2012 року Ламар також гастролював з рештою Black Hippy та репером MMG, Сталлі, під час туру BET Music Matters Tour.
Дебют Ламара на мейджор-лейблі, «good kid, m.A.A.d city», був випущений 22 жовтня 2012 року. Альбом дебютував на другому місці в США, продавши 242 100 копій за перший тиждень. Пізніше того ж року Fuse TV включив сингл Ламара «Backseat Freestyle» серед 40 найкращих пісень 2012 року. За кілька місяців альбом отримав золотий сертифікат Американської асоціації звукозаписної індустрії (RIAA). У листопаді, після того, як Коул опублікував фотографії себе і Ламара, що працюють у студії, останній повідомив, що вони все ще працюють над проєктом, але точної дати виходу спільного альбому названо не було: «Ми збираємося спустити це з небес на землю. Я не хочу називати дати. Я просто дозволю цього впасти» в інтерв'ю LA Leakers.
22 лютого 2013 Ламар випустив відеокліп на пісню «Poetic Justice» спільну роботу з канадським репером Дрейком, семпловану Джанет Джексон. Всього через дев'ять місяців після його випуску, «Good kid, m.A.A.d city» отримав платиновий сертифікат RIAA, перший платиновий сертифікат Ламара.
У серпні 2013 року куплет Ламара на треці Big Sean «Control» викликав хвилю в гіп-гоп індустрії. У цьому куплеті Ламар поклявся лірично «вбити» всіх інших перспективних реперів, а саме J. Cole, Big K.R.I.T., Wale, Pusha T, Міка Мілла, ASAP Rocky, Дрейка, Big Sean, Jay Electronica, Tyler, The Creator та Мака Міллера. У пісні Ламар також називає себе «королем Нью-Йорка», що викликало суперечки серед нью-йоркських реперів. Багато нью-йоркських реперів, включаючи Papoose, The Mad Rapper, Mickey Factz, JR Writer, Mysonne, Joell Ortiz та інші, образилися на це. Більше того, такі американські репери, як Мік Мілл, Lupe Fiasco, Cassidy, Joe Budden, King L, Bizarre, B.o.B, та багато інших, протягом тижня випустили відповідь чи дис-трек. Протягом кількох днів після виходу треку кількість читачів у Твіттері Ламара збільшилася на 510 %.
6 вересня 2013 року американський музикант і продюсер Каньє Вест оголосив про своє перше за п'ять років сольне турне на підтримку шостого альбому Yeezus, а Кендрік Ламар супроводжуватиме його в турі. Тур Yeezus розпочався у жовтні. У жовтні також стало відомо, що Ламар буде представлений на восьмому студійному альбомі Емінема «The Marshall Mathers LP 2». 15 жовтня 2013 року Ламар отримав п'ять нагород на BET Hip Hop Awards, включаючи «Альбом року» та «Найкращий автор текстів» (останню з яких він також виграв роком раніше). Під час інтерв'ю XXL у жовтні 2013 року Ламар розповів, що після туру The Yeezus, він почне працювати над своїм наступним альбомом.
У листопаді 2013 року він був названий GQ «Репером року» і був представлений на обкладинці журналу «Чоловіки року». Під час інтерв'ю він заявив, що почне записувати свій другий студійний альбом лейбла-мейжора в січні 2014 року. Після публікації випуску генеральний директор TDE Ентоні Тіффіт відсторонив Кендріка Ламара від виступу на вечірці GQ, яка супроводжує випуск, назвавши статтю письменника Стіва Марша «Кендрік Ламар: Репер року» за його «расовий підтекст». Головний редактор GQ Джим Нельсон відповів такою заявою: «Кендрік Ламар — один з найталановитіших нових музикантів, які з'явилися на сцені за останні роки. Саме тому ми вирішили його відзначити, написали неймовірно позитивну статтю, в якій оголосили його наступним королем репу, і надали йому вищу честь: помістили його на обкладинку нашого номера „Чоловіки року“. Я не знаю, як це можна переінакшити на погане, і я раджу всім зацікавленим прочитати статтю та переконатися в цьому самим».
Загалом Ламар отримав сім номінацій на 56-й щорічній премії «Ґреммі», включаючи «Найкращий новий виконавець», «Альбом року» та «Найкраща реп-пісня», але не переміг у жодній категорії. Багато видань вважали, що Академія звукозапису обійшла Ламара, а також репера із Сіетла Macklemore, який переміг у номінації «Найкращий реп-альбом», на яку Ламар також був номінований.

## Біографія
У березні 2012 року Кендрік підписує контракт з Interscope Records та видає декілька успішних синглів (у тому числі «Swimming Pools (Drank)», який у перший тиждень посідає 17 місце у рейтингу Billboard Hot 100). 22 жовтня того ж року виходить альбом good kid, m.A.A.d city, який опиняється вже на 2-й сходинці чарту Billboard 200 та приносить реперові світову славу. Численні видання, серед яких Pitchfork Media та BBC, назвали good kid, m.A.A.d city найкращим альбомом року. На 56-й церемонії Grammy Awards Кендріка було номіновано на 7 нагород, але жодної він так і не отримав.
У вересні 2014 року Ламар записує хітовий сингл «i», за який отримує дві нагороди Grammy — за найкраще реп-виконання та найкращу реп-пісню року. 16 березня 2015 року виходить альбом To Pimp a Butterfly, який потрапляє на першу сходинку чарту Billboard 200 та отримує виключно позитивні відгуки (деякі критики назвали To Pimp a Butterfly найкращим хіп-хоп альбомом в історії). Схвальні оцінки альбом «To Pimp a Butterfly» отримав і від українських критиків. Зокрема, журналісти музичного порталу Inspired писали: «Не полюбити цю роботу важко. To Pimp a Butterfly — справжня дипломна робота, що оповідає історію і сучасність американської культури. В цій поемі є сотні персонажів, які сміються і ридають, б'ються і зневірюються, вбивають і захищаються».
У квітні того ж року репер заручився зі своєю дівчиною Вітні Олфорд. У 2019 році у них народилася дитина.
Альбом DAMN. має великий успіх — одразу 14 треків потрапляють до чарту Billboard top 100 [Архівовано 25 квітня 2017 у Wayback Machine.]

## Дискографія

### Як K-Dot
- Y.N.I.C. (Hub City Threat: Minor of the Year) (2003)
- Training Day (2005)
- No Sleep 'Til NYC (2007)
- C4 (2009)

### Як Кендрік Ламар
- The Kendrick Lamar EP (2009)
- O(verly) D(edicated) (2010)
- Section.80 (2011)
- good kid, m.A.A.d city (2012)
- To Pimp a Butterfly (2015)
- untitled unmastered. (2016)
- DAMN. (2017)
- Mr. Morale & the Big Steppers (2022)
- GNX (2024)